# معماری مذهبی

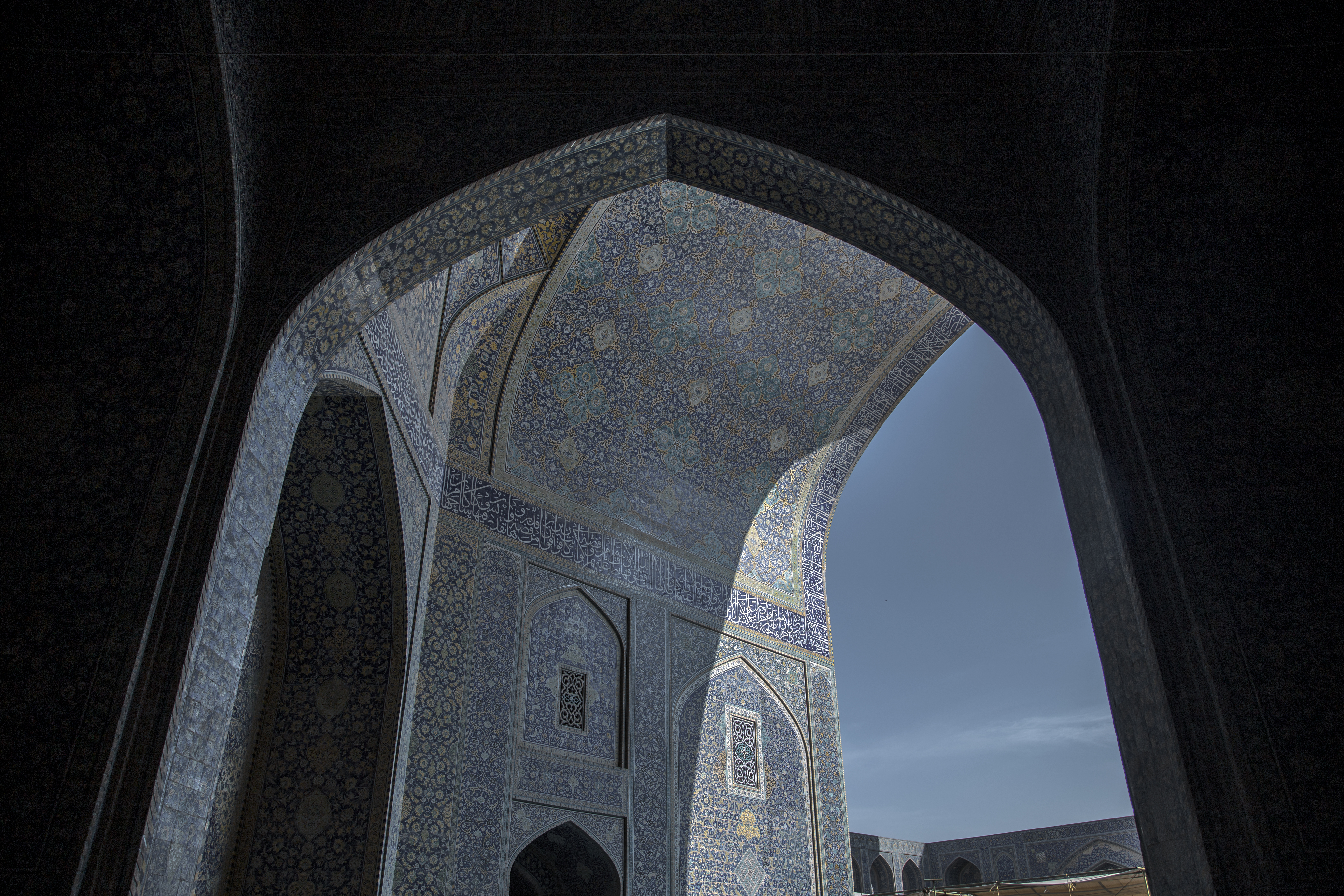
معماری اسلامی مسجد شیخ لطف الله اصفهان

معماری مذهبی به معماری ساختمانهایی گفته می‌شود که بر اساس نگرش مذهبی و ایدئولوژی مذهبی طراحی می‌گردد که معمولاً این معماری در ساختمانهایی که کاربری مذهبی دارند مانند: آتشکده‌ها، مسجدها، کلیساها، معبدها، خانقاه‌ها و زیارتگاه‌ها دیده می‌شود

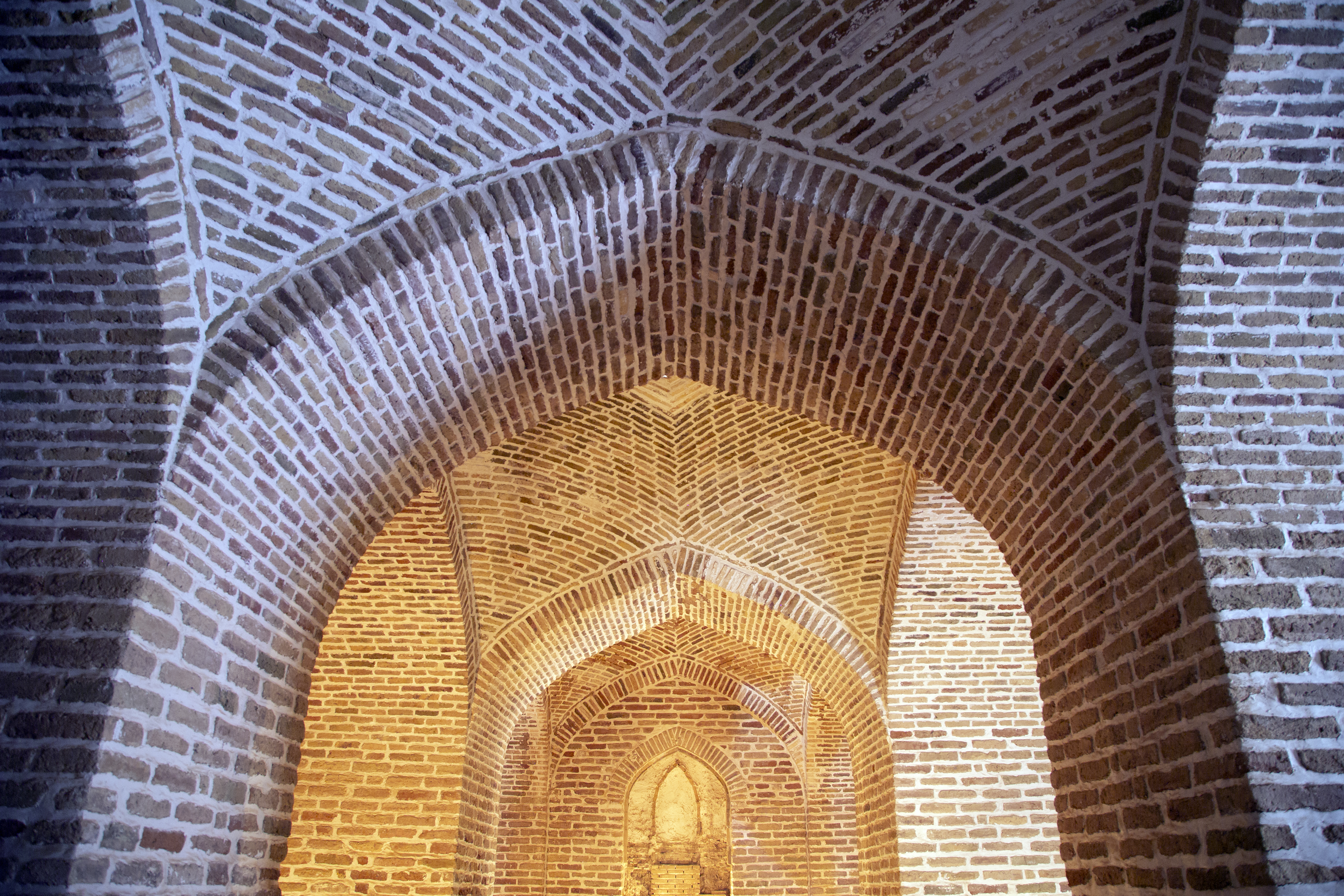
مسجد کاروانسرای دیرگچین با معماری ساسانی

## معماری مذهبی در ایران
معماری مذهبی از میان سبک‌های معماری ایران از جایگاه خاصی برخوردار است. سابقه این نوع معماری به دوران قبل از اسلام به ویژه دوران ساسانیان می‌رسد.

### معماری زرتشتی
این معماری در آتشکده‌های باقی‌مانده از دوره ساسانیان قابل رویت هست که از نمونه‌های باقی‌مانده می‌توان آتشکده سروستان نام برد و آتشکده یزد از نمونه‌های جدید می‌باشد.

### معماری مسیحی
این معماری با تأثیر گرفتن از فرهنگ و معماری غربی ترکیب آن با معماری ایرانی در کلیساهای ایران دیده می‌شود و یکی از نمونه‌های موفق آن را می‌توان کلیسای وانک واقع در منطقه جلفا اصفهان نام برد.

### معماری اسلامی
با گسترش دین اسلام در کشورهای مختلف از جمله ایران، معماری مذهبی در اسلام از جایگاه خاصی برخوردار گشت و معماری اسلامی شکل گرفت، البته عواملی چون «تأکید بزرگان دین»، «کارکرد گسترده» و «پدیده وقف» در گسترش و توجه ویژه معماران به «مسجد» بی تأثیر نبوده‌است. بدین ترتیب، مسجد در ایران عالی‌ترین نوع بنای اسلامی و به عقیده صاحب نظران «کلید معماری اسلامی» به‌شمار می‌آید.